# Cortaderia rudiuscula
Cortaderia rudiuscula är en gräsart som beskrevs av Otto Stapf. Cortaderia rudiuscula ingår i släktet Cortaderia, och familjen gräs. Inga underarter finns listade i Catalogue of Life.